# Theodora Palaiologina
Theodora Palaiologina, död efter 1330, var kejsarinna av Bulgarien 1308–1330, som gift med tsar Theodor Svetoslav av Bulgarien och Mikael Asen III av Bulgarien. 